# Baek Eun-bi
Baek Eun-bi (백은비) (Chuncheon, ) is een Zuid-Koreaans langebaanschaatsster.
Eun-bi nam driemaal deel aan de Olympiosche Winterspelen. De eerste maal in 1994 (Lillehammer), waar ze uitkwam op de 3000 meter. In 1998 (Nagano) reed ze op de 1500 meter en 3000 meter, en ook in 2002 (Salt Lake City) reed ze de 1500 meter en 3000 meter.
In 2000 nam ze deel aan de Wereldkampioenschappen Allround, waar ze op de 23e plaats eindigde.
Van 2000 tot 2002 werd zij driemaal op rij nationaal kampioene allround van Zuid-Korea.

## Records

### Persoonlijke records[2]
| Afstand    | Tijd    | Datum            | Baan    |
| ---------- | ------- | ---------------- | ------- |
| 500 meter  | 40,02   | 28 november 1998 | Calgary |
| 1000 meter | 1.19,63 | 29 november 1998 | Calgary |
| 1500 meter | 1.59,54 | 27 november 1999 | Calgary |
| 3000 meter | 4.09,91 | 26 november 1999 | Calgary |
| 5000 meter | 7.13,60 | 28 november 1999 | Calgary |